# Indianola (Mississippi)
Indianola település az Amerikai Egyesült Államok Mississippi államában, Sunflower megyében, melynek megyeszékhelye is. Lakosainak száma 9646 fő (2020. április 1.).

## Népesség
A település népességének változása:

| 2010 | 10 683 |
| 2020 | 9 646  |